# Caio Lucas Fernandes
Caio Lucas Fernandes, auch einfach nur Caio Lucas (* 19. April 1994 in São Paulo), ist ein brasilianischer Fußballspieler.

## Karriere

### Verein
Caio Lucas Fernandes erlernte das Fußballspielen beim brasilianischen Verein América FC (SP) sowie in der Jugendmannschaft der Chiba Kousai High School in Japan. Seinen ersten Vertrag unterschrieb er 2014 bei den Kashima Antlers. Der Verein aus Kashima, einer Stadt in der Präfektur Ibaraki, spielte in der höchsten japanischebn Liga, der J. League Division 1. 2015 gewann der mit den Antlers den J.League Cup. Im Endspiel gewann man mit 3:0 gegen Gamba Osaka. Mitte 2016 verließ er Japan und ging für eine Ablösesumme von 3 Millionen Euro in die Vereinigten Arabischen Emirate zum al Ain Club. Der Verein aus al-Ain spielte in der ersten Liga, der UAE Arabian Gulf League. 2018 feierte er mit dem Klub die Meisterschaft der VAE. 2018 nahm er mit al Ain an der FIFA-Klub-Weltmeisterschaft teil. Hier belegte man den zweiten Platz. Im Endspiel verlor man gegen Real Madrid mit 4:0. Nach 65 Spielen und 24 Toren wechselte er Mitte 2019 nach Europa. Hier schoss er sich in Portugal dem Erstligisten Benfica Lissabon an. Mit dem Klub aus Lissabon gewann er im August 2019 den Supercup. Das Spiel gegen Sporting Lissabon gewann man mit 5:0. Anfang 2020 ging er auf Leihbasis wieder in die Vereinigten Arabischen Emirate zum Sharjah FC an. Der Klub aus Schardscha spielt in der ersten Liga, der UAE Arabian Gulf League.

### Nationalmannschaft
Anfang März 2025 erhielt Caio Lucas eine Berufung zur Fußballnationalmannschaft der Vereinigten Arabischen Emirate.

## Erfolge
Kashima Antlers
- J.League Cup: 2015

al-Ain
- UAE Arabian Gulf League: 2017/18
- FIFA-Klub-Weltmeisterschaft: 2018 (Finalist)

Benfica Lissabon
- Supercup: 2019

## Auszeichnungen
- J.League Best Young Player: 2014